# Јелашка река
Јелашка река или Сакулева (грч. Σακουλέβας) je река у Македонији, Северна Македонија и Грчка. Дуга је око 50 km.

## Ток
Река извире у Егејској Македонији, у Леринском крају, на планини Баби (Βαρνούντας), тече затим на исток, кроз уску котлину све до Пелагоније и града Лерина (Φλώρινα). У равници река почиње да мења ток, тече на север, протиче поред села Сакулево (Μαρίνα), а затим пролази македонско-грчку границу и прави велики завој, па се код села Брод улива у Црну реку (Εριγώνας), као десна притока.